# Tâmburești, Dolj
Tâmburești este un sat în comuna Rojiște din județul Dolj, Oltenia, România.

## Așezare
La 38 de km Sud de municipiul Craiova și 3 km Sud de localitatea Rojiște, este situată localitatea Tâmburești, mărginită dinspre Vest de râul Jiu iar spre Est de o Stațiune pomicolă experimentală a Facultății de Agronomie din Craiova. 
Puternic ancorat în nisipurile care, prin instabilitatea lor în fața vânturilor din Câmpia Olteniei și-au căpătat denumirea de “nisipuri zburătoare”, satul Tâmburești dăinuie de peste 200 de ani, în stânga Jiului, lângă șoseaua Craiova – Bechet. Vecinii cei mai apropiați sunt cei de la Rojiște, la Nord (la circa 3 km), Murta – la Sud, Padea – la Apus și Mârșani – la Răsărit. 
Nisipurile din partea de Nord-Est au fost strunite în trecut doar prin munca grea a unor ogoare care nu primeau decât secară și lubenițe. Metodele noi de exploatare a pământului au adus vii îngropate, livezi de pomi fructiferi și lanuri cu spice bogate, sisteme de irigații și îngrășăminte naturale și chimice și au ridicat pe ambițioșii locuitori ai acestor meleaguri, la nivelul vecinilor din prosperele localități de peste Jiu.

## Istoric
Primele începuturi ale acestui sat, ne duc în timpul domniei lui Ioan Mavrocordat (02.12.1716 – 06.03.1719), din timpul războiului turco – austriac (1716-1718), când acest domn fanariot dăruiește căpitanului Drăgicioiu, din oastea sa, această parte de pământ și care avea ca vecini pe: căpitanul Mârza și Nicolae Păianu. Încet, încet, acest căpitan, dar mai ales fii săi Constantin și Dumitru, au reușit să strângă de prin vecini și chiar mai de departe, țărani în căutare de lucru, care s-au aciuit aici, statornicindu-se pentru vecie. Ioan, fiul lui Dumitru Drăghicioiu, a dat numele satului de “Drăgicioaia”. El a fost cel care a delimitat vatra satului și și-a organizat curtea și acareturile, deschizându-și și un han la marginea șoselei Craiova-Bechet.
Sat mic, având un pământ sărac în substanțe nutritive, Tâmbureștiul se mândrește cu trecutul său istoric, căci, din cele ce povestesc străbunii, pe teritoriul satului a trecut și a rămas o noapte Tudor Vladimirescu, împreună cu oastea sa de panduri. 
Clădirea care l-a adăpostit pe vajnicul erou revoluționar și ceata sa de oșteni, se păstrează și astăzi, iar din zidul gros de cărămidă (de circa 0, 60 m) care străjuia construcția, se păstrează latura nordică, pe o lungime de circa 200 m. 
Tot bătrânii povestesc că în graba plecării, oastea lui Tudor a uitat un steag de luptă, ce s-a păstrat la loc de cinste, până spre zilele noastre, în biserică, de unde a fost ridicat în perioada comunistă și depus la Muzeul de Istorie al Armatei, din București. 
Biserica parohială este situată la marginea satului, pe latura nord-vestică a acestuia, iar cimitirul înconjoară sfântul locaș de cult. Biserica este construită din zid de cărămidă, iar din pisania acesteia se pot desprinde următoarele date:
În anul 1834, Ioan Drăghicioiu începe zidirea bisericii, dar murind pe neașteptate la 1836, va continua lucrările sora sa Ecaterina-Sofia, care-i și moștenește moșia. Aceasta se căsătorește cu maiorul rus Ioan Cacaliceanu, comandant al unui Regiment de cavalerie, construcția bisericii terminându-se la 24 septembrie 1838. Maiorul Ioan Cacaliceanu își aduce soldații în punctul de la marginea de Răsărit a satului, căruia bătrânii încă îi mai zic “lagăr”. De la toba Regimentului, care se bătea zilnic auzindu-se până spre satele din jur și căreia localnicii îi ziceau “tambură”, a rămas până în zilele noastre denumirea satului Tâmburești. Recunoscut drept ctitor și în semn de prețuire, maiorul Ioan Cacaliceanu își doarme veșnicia în cripta situată în pronaosul bisericii. 
După ce biserica a fost și pictată de pictorul Marin Comoșteanul, acest sfânt locaș de închinăciune se sfințește în luna noiembrie a anului 1838, primind hramul Sfântul Ioan Botezătorul și Sfântul Nicolae.
În anul 1912, Constantin Calețeanu, înlocuiește acoperișul bisericii și face clopotniță nouă, pe care o înzestrează în anul 1919 cu un clopot nou, în locul celui vechi, ridicat de nemți în timpul primului război mondial.
În anul 1928, biserica a fost reparată capital, pe cheltuiala și purtarea de grijă a avocatului Constantin Calețeanu, nepot de frate al maiorului Ioan Cacaliceanu, dimpreună cu soția sa Maria. 
Ulterior, s-au mai făcut îmbunătățiri prin purtarea de grijă a vrednicilor de pomenire urmași ai ctitorilor, Gheorghe Constantin și Elena Calețeanu. 
În centrul parohiei, în curtea școlii, s-a ridicat un monument pe care stau scrise, spre veșnică pomenire, numele eroilor satului căzuți în luptă, pentru apărarea țării și păstrarea dreptei credințe creștine ortodoxe strămoșești. 
Zece dintre icoanele care împodobesc biserica sunt pictate pe lemn și sunt susceptibile a fi datate din a doua jumătate a secolului al XIX lea, perioadă din care se pare că datează și Sfântul Potir și Sfantul Disc confecționate din metal. 
În fața bisericii, la circa 10 m de pridvorul acesteia, se află clopotnița de lemn din care răsună melodios un clopot de bronz, de dimensiuni medii. 
Ca document cu valoare istorică pentru comunitatea localității Tâmburești este “Cartea de Aur”, în care sunt consemnați eroii satului, căzuți la datorie în diferite războaie.